# Масанш-де-Каминью
Масанш-де-Каминью (порт. Maçãs de Caminho)  —  район (фрегезия) в Португалии,  входит в округ Лейрия. Является составной частью муниципалитета  Алвайазери. По старому административному делению входил в провинцию Бейра-Литорал. Входит в экономико-статистический  субрегион Пиньял-Интериор-Норте, который входит в Центральный регион. Население составляет 391 человек на 2001 год. Занимает площадь 7,66 км².
Покровителем района считается Дева Мария (порт. Nossa Senhora da Graça). 